# Старое Ляда
Старо́е Ля́да (бел. Старое Ляда) — упразднённый посёлок, входивший в состав Вишовского сельсовета Белыничского района Могилёвской области Белоруссии. Посёлок был упразднён в 2015 году.

## География

### Расположение
В 16 км на восток от Белынич, в 31 км от Могилёва и железнодорожной станции Могилёв I.

## Транспортная система
Транспортная связь по просёлочной дороге, затем по автодороге Минск — Могилёв. Застройка деревянными домами усадебного типа.

## История
Основан в 1920-е годы переселенцами с соседних деревень. В 1930-е годы местные жители вступили в колхоз.
В начале июля 1941 года оккупирован немецко-фашистскими захватчиками. Освобождён 29 июня 1944 года.
В 1986 году — в составе колхоза «Заветы Ленина» с центром в деревне Каменица.

## Население
- 2002 год — 1 двор, 1 житель[3].